# Alte Schulstraße 3 (Cochstedt)

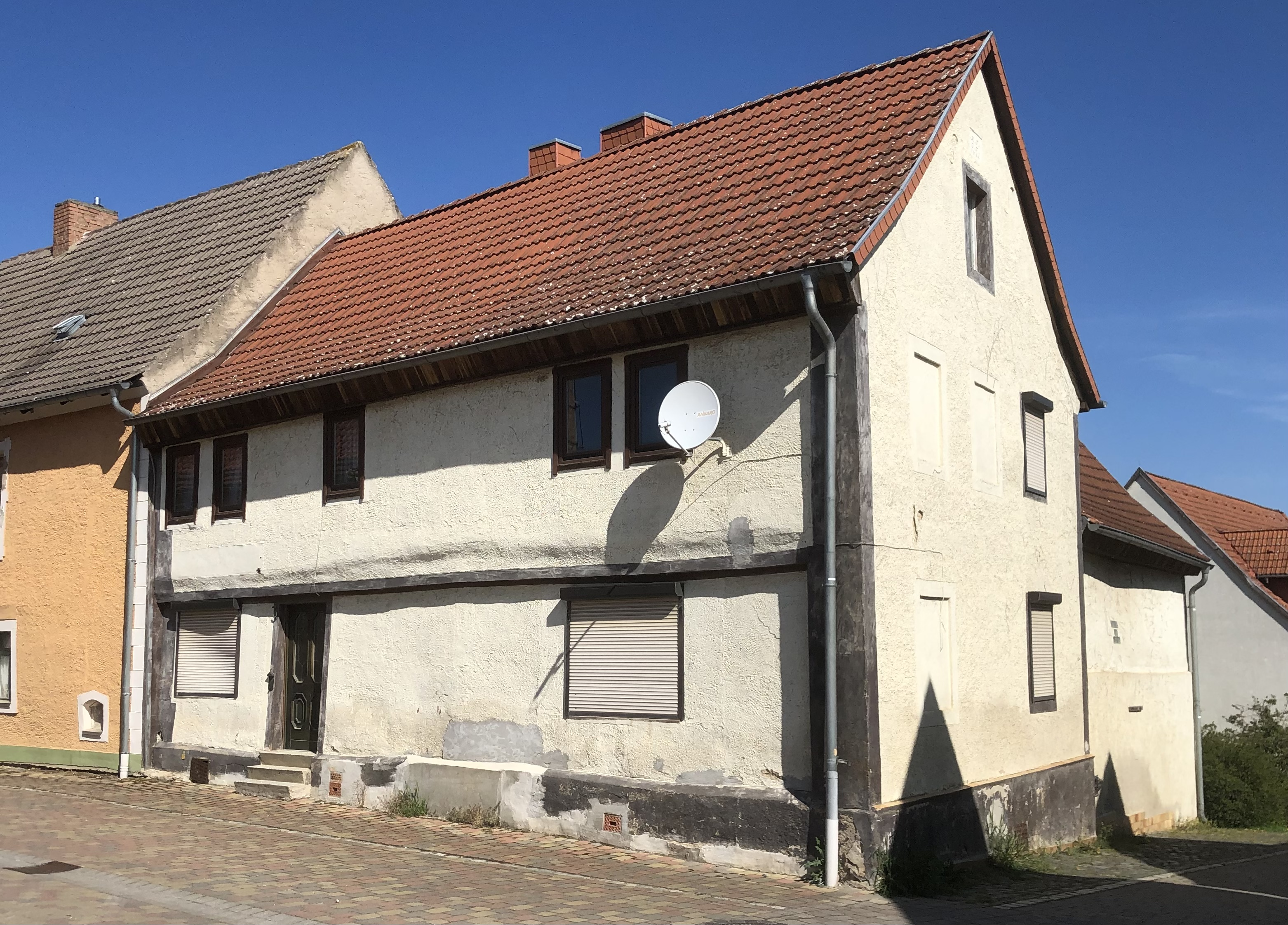
Haus Alte Schulstraße 3 im Jahr 2022

Das Gebäude Alte Schulstraße 3 ist ein denkmalgeschütztes Wohnhaus in Cochstedt in Sachsen-Anhalt.

## Lage
Das Gebäude befindet sich im Ortszentrum des zur Stadt Hecklingen gehörenden Ortsteils Cochstedt, auf der Nordseite der Alten Schulstraße in einer markanten Ecklage zur östlich entlangführenden Straße Am Rathaus. In der Vergangenheit bestand die Adressierung Schulstraße 3. Unmittelbar westlich grenzt der gleichfalls denkmalgeschützte Ratskeller an.

## Architektur und Geschichte
Das zweigeschossige Haus entstand im Jahr 1844, geht in seinem Kern jedoch wohl auf die erste Hälfte des 18. Jahrhunderts zurück. Das Erdgeschoss ist in massiver Bauweise errichtet. Das nach Süden hin vorkragende obere Geschoss ist hingegen in Fachwerkbauweise errichtet, jedoch ebenfalls verputzt. Es wird angenommen, dass das Gebäude unter dem Putz über profilierte Schwellen verfügt. Die Giebelwand ist in voller Höhe aus Bruchsteinen errichtet. Bedeckt ist der Bau von einem Satteldach. In seiner Gestaltung ist das Gebäude typisch für die Region.
Im örtlichen Denkmalverzeichnis ist das Wohnhaus unter der Erfassungsnummer 094 16500 als Baudenkmal eingetragen.